# Жанаєсіль
Жанаєсі́ль (каз. Жаңаесіл) — село у складі Цілиноградського району Акмолинської області Казахстану. Адміністративний центр Жанаєсільського сільського округу.
Населення — 2207 осіб (2021; 2179 у 2009, 1951 у 1999, 2541 у 1989).
Національний склад станом на 1989 рік:
- росіяни — 30 %;
- німці — 25 %.

До 2018 року село називалось Новоішимка.